# 乐道巷
39°54′37″N 116°21′14″E / 39.9103439°N 116.3539688°E
乐道巷是位于中国北京市西城区西部的一条胡同。

## 简介
乐道巷为东西走向，东起复兴门北大街，西到南礼士路。全长250米，平均宽7米。1950年代以前，该地称“乐道湾”，有一片连通护城河的水湾，水中杂草丛生，岸边为杨柳，是一片不規则的绿化地带。因为该水湾多年无人整治，遂充满淤泥，水湾逐渐消失，仅留有少数几户人家。1950年代初，在水湾的南、北两侧，分别兴建了北京市规划局和北京市儿童医院。后来，该水湾经过清理、填平、绿化，并择平整之地兴建了几幢多层住宅楼。形成了南礼士路公园和住宅小区。1987年，正式称为“乐道巷”。